# Decima Flottiglia MAS

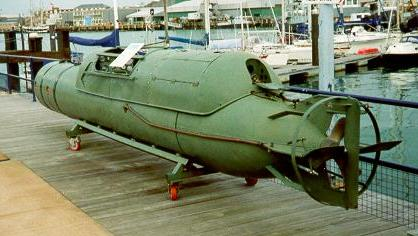
Um torpedo tripulado da Décima Frota italiana

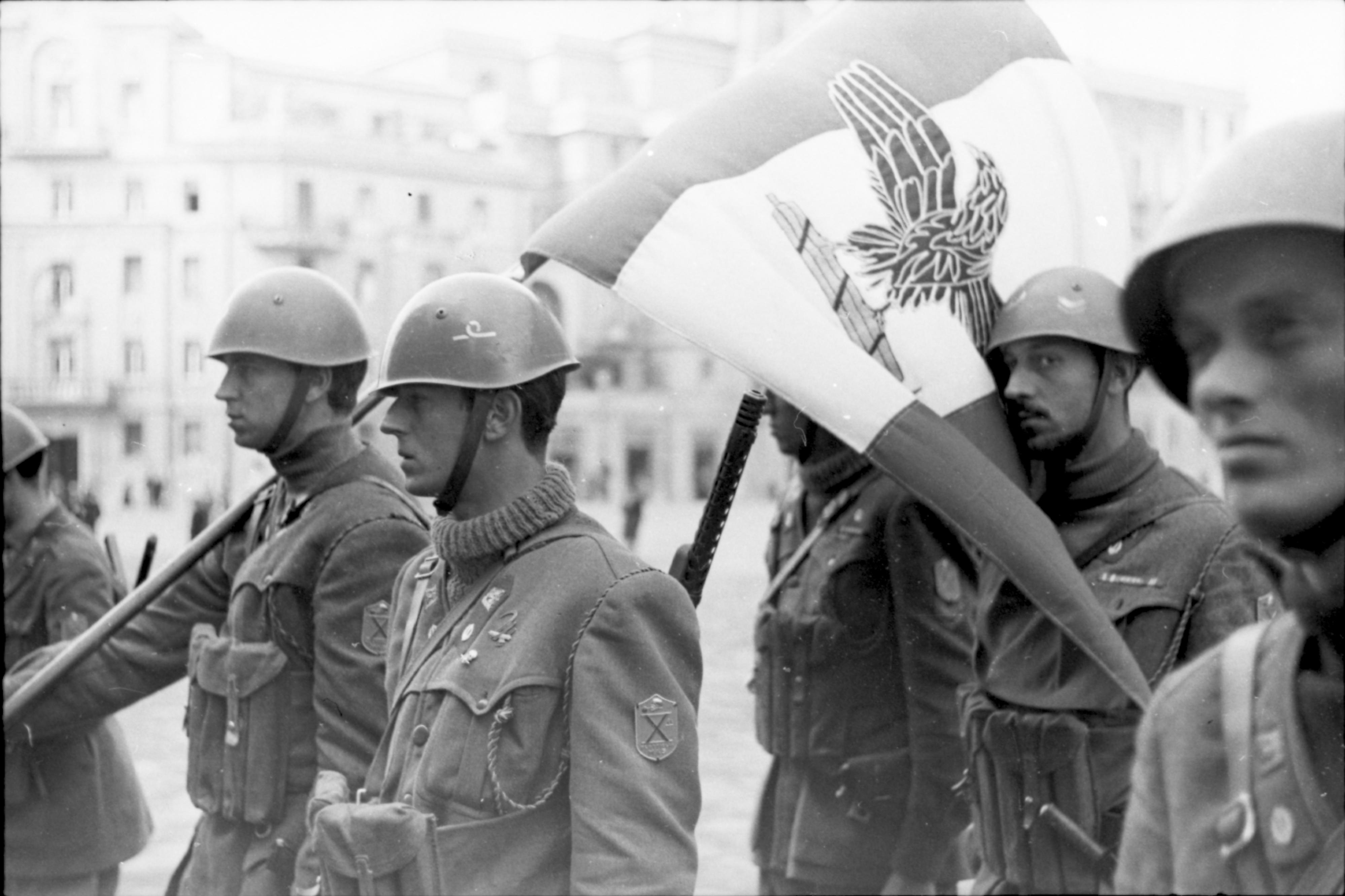
Fuzileiros italianos da Decima, em 1944, servindo a República Social Italiana.

A Decima Flottglia MAS, mais conhecida como Decima Mas ou X MAS, foi uma elite Italiana durante a Segunda Guerra Mundial. São famosos por terem afundado com sucesso várias embarcações aliadas.
A Decima Mas foi dividida em duas unidades. Um unidade especializada em ataques "torpedo humano"  - o uso de um torpedo dirigido como um submarino por dois marinheiros, e também como um explosivo. A outra especializada em tácticas navais.
Após a rendição da Itália aos Aliados, alguns membros da elite continuaram a servir com as forças do Eixo,  e outros combateram com as forças Aliadas. O seu comandante foi Junio Valerio Borghese.